# Тацу
«Тацу» (другое название — «Гончие псы») — драма, российский фильм 1994 года.

## Сюжет
Рокер Андрей, осужденный в советское время за свои убеждения на 5 лет, выходит на свободу и знакомится с Россией 90-х. Его цель – отомстить, в чем ему обещает помочь старый друг, рок-музыкант Кондратий (Армен Григорян), с которым они вместе когда-то создали свою группу. Планы молодых людей вскоре обернутся трагедией…

## В ролях
- Маргарита Пушкина –  мать музыканта Андрея, главного героя
- Оксана Потоцкая
- Вячеслав Бухаров
- Никита Прозоровский
- Виктор Троегубов
- Виктор Межевитин
- Иван Исаев
- Анастасия Полева
- Армен Григорян

## Съёмочная группа
- Автор сценария: Вячеслав Лагунов
- Режиссёр: Вячеслав Лагунов
- Оператор: Филипп Фёдоров

## Интересные факты
- В фильме неоднократно фигурируют цитаты из произведений Джона Рональда Руэла Толкина, звучат отрывки из стихов Сергея Есенина, Корнея Чуковского и др.
- В съемках принимали участие музыканты групп «Крематорий», «Настя» и «Молотов коктейль».
- Лента получила название по песне Насти Полевой «Тацу».
- Фильм так и не поступил в прокат, однако был использован как основа ряда видеоклипов группы «Крематорий».

## Награды
- Приз за лучшее изображение на Театральном фестивале в Лондоне в 1994 году был присуждён оператору Филиппу Фёдорову.